# Dominique Laporte
Pour les articles homonymes, voir Laporte et Dominique Laporte (homonymie).
Dominique Laporte, né le 14 décembre 1949 à Tours et mort le 7 novembre 1984 à Paris, est un écrivain français.

## Biographie
Dominique Laporte, Dominique Gilbert Laporte de son nom complet, fut chargé de cours au département de psychanalyse de l'Université de Paris VIII-Vincennes et a publié régulièrement dans la revue Ornicar ?. Outre ses travaux personnels, essais et poésies, il fut l'éditeur de Rites scatologiques de John Gregory Bourke (première édition française, 1981). Il était lié à Michel Foucault et Edmond Jabès.

## Œuvres
- Renée Balibar et Dominique Laporte, Le français national : politique et pratiques de la langue nationale sous la Révolution française, Paris, Hachette, coll. « Analyse / Langue et littérature », 1974, 224 p. (ISBN 978-2-01-000113-0)
- Dominique Laporte, Histoire de la merde : prologue, Paris, Christian Bourgois, coll. « Première livraison », 1978, 119 p. (ISBN 978-2-267-00109-9)
- Dominique Laporte et Centre d'études sémiologiques (Lausanne), L'Étron de la nuit : prosopopée, Lausanne, coll. « Argo » (no 24) (OCLC 79124286)
- Il nous reste la main, poésie. Argo, 1979
- Dominique G. Laporte, Gérard Wajeman, Eric Blumel et Yves Depelsenaire, La Perspective et le temps, Paris, Analytica, coll. « Analytica » (no 22) (OCLC 461845625)
- Dominique Laporte, L'enfance de Flaubert : l'opération faite à la langue, Gourdon, D. Bedou, coll. « Deleatur » (no 7), 1981 (OCLC 20993842)
- Dominique-Gilbert Laporte (dir.) et Roland Chemama, Bouvard & Pécuchet centenaires /[textes réunis par D.G. Laporte] ; avec des textes de Roland Chemama ... [et al.]., Paris, Bibliothèque d'Ornicar?, coll. « Analytica, cahiers de recherche du Champ freudien » (no 24-25), 1981 (OCLC 13627905)
- Dominique Gilbert Laporte, Laure ou la Prosopopée du ciel, Lausanne, Furor, 1982 (OCLC 79343003)
- (en) Dominique Laporte (trad. Abby Pollak), Christo, New York, Pantheon Books, 1986 (ISBN 978-0-394-74170-3, OCLC 12108229)
- Dominique Laporte, Le deuil, la nuit, Genève, éditions Furor, 2014  (ISBN 978-2-9700925-1-3)